# Matheus Reis (football, 2007)
 (avril 2023).
Matheus Reis, né le 2 avril 2007 à Rio de Janeiro, est un footballeur brésilien qui évolue au poste d'ailier au Fluminense.

## Biographie

### Carrière en club
Matheus Reis est issu du centre de formation du Fluminense FC, où il s'illustre d'abord en équipes de jeunes, au coté notamment de Kauã Elias, également son coéquipier en sélection junior,,.

### Carrière en sélection
Matheus Reis est appelé pour la première fois en équipe du Brésil des moins de 17 ans en janvier 2023, pour une session d'entrainements.
En mars 2023 il est sélectionné avec les moins de 17 ans pour le Championnat continental qui a lieu à la fin du mois en Équateur. Entrant régulièrement en jeu lors de la compétition, Matheus Reis s'illustre notamment en étant buteur face à l'Uruguay, lors de la victoire 3-0 qui leur permet de terminer premier de leur groupe,,. Le Brésil remporte la compétition après s'être imposé 3-2 contre l'Argentine lors de la dernière journée de la phase finale, glanant ainsi son 13e titre dans la catégorie,,,.

## Palmarès
| Brésil -17 ans - Championnat sud-américain - Champion en 2023 (en) |